# Partido de Coronel Dorrego
Coronel Dorrego es uno de los 135 partidos de la provincia de Buenos Aires. Su nombre es en homenaje a Manuel Dorrego, militar y político de destacada actuación en la guerra de la Independencia.
Impulsor de su creación fue el Sr Alberto Lartigau, uno de los pobladores de la zona y por entonces Presidente del Senado de la Provincia de Buenos Aires, quien presentó al Gobernador Máximo Paz la inquietud de creación de un nuevo partido. Elevado el proyecto a la Legislatura, ésta sanciona el 14 de octubre de 1887 la ley que dispone la creación del Partido de Coronel Dorrego afectando tierras de los Partidos de Tres Arroyos y Coronel Pringles.
Coronel Dorrego limita con los siguientes partidos; al norte, con Coronel Pringles; al este, con Tres Arroyos; al sur, el mar Argentino y el partido de Monte Hermoso; al oeste, Coronel Rosales y Coronel Pringles.
Sus límites naturales son, al este, el río Quequén Salado y al oeste el río Sauce Grande.
Coronel Dorrego se encuentra a 100 km de la ciudad de Bahía Blanca, 101 de Tres Arroyos, 597 de Buenos Aires y 326 km de la ciudad de Viedma.

## Población
| Población | 4.914 | 11.582   | 20.471  | 21.147 | 20.844 | 18.667  | 17.741 | 16.522 | 15.825 | 15.968 |
| Variación | -     | +141,18% | +76,74% | +3,30% | -1,43% | -10,44% | -4,96% | -6,87% | -4,21% | +0,9%  |

## Intendentes Municipales desde 1983
| Intendente              | Mandato                                           | Partido | Partido | Alianza | Alianza | Elecciones |
| ----------------------- | ------------------------------------------------- | ------- | ------- | ------- | ------- | ---------- |
| José Francisco Nomdedeu | 10 de diciembre de 1983 - 10 de diciembre de 1987 |         | UCR     |         | —       | 1983       |
| Osvaldo Crego           | 10 de diciembre de 1987 - 10 de diciembre de 1991 |         | UCR     | 1987    | —       |            |
| Pedro Testani           | 10 de diciembre de 1991 - 10 de diciembre de 1995 |         | PJ      |         | FREJUFE | 1991       |
| Pedro Testani           | 10 de diciembre de 1995 - 10 de diciembre de 1999 | 1995    | PJ      |         | FREJUFE |            |
| Osvaldo Crego           | 10 de diciembre de 1999 - 10 de diciembre de 2003 |         | UCR     |         | Alianza | 1999       |
| Osvaldo Crego           | 10 de diciembre de 2003 - 10 de diciembre de 2007 |         | UCR     | —       | 2003    |            |
| Fabián Zorzano          | 10 de diciembre de 2007 - 10 de diciembre de 2011 |         | UCR     | —       | 2007    |            |
| Fabián Zorzano          | 10 de diciembre de 2011 - 10 de diciembre de 2015 |         | UCR     | UDESO   | 2011    |            |
| Raul Reyes              | 10 de diciembre de 2015 - 10 de diciembre de 2019 |         | UCR     |         | CBA     | 2015       |
| Raul Reyes              | 10 de diciembre de 2019 - 10 de diciembre de 2023 |         | UCR     | JxC     | 2019    |            |
| Juan Carlos Chalde      | 10 de diciembre de 2023 - En el cargo             |         | UCR     | JxC     | 2023    |            |

## Localidades
El Partido está conformado por su ciudad cabecera y las siguientes localidades oredenadas según su población en 2022:
- Coronel Dorrego (11 850 hab.)
- Oriente (1543 hab.)
- El Perdido (925 hab.)
- Balneario Marisol (215 hab.)
- Aparicio (81 hab.)
- Los Eucaliptus (76 hab.)
- San Román (62 hab.)
- Irene (38 hab.)
- Faro (23 hab.)
- Paraje La Ruta (6 hab.)

Dentro de la zona rural se encuentran además los parajes de Calvo, Gil, Zubiaurre, Paraje La Gloria, Paraje La Aurora, El Zorro y Nicolás Descalzi.

## Vinculación
- Sistema vial: RN 3 que lo atraviesa en sentido oeste-este y conecta la ciudad de Coronel Dorrego con Bahía Blanca, hacia el oeste, y Tres Arroyos y Buenos Aires, hacia el Este. Perpendicularmente a la Ruta 3 se encuentra las rutas Provinciales 78 y 72 que comunican hacia el Sur con el municipio de Monte Hermoso y hacia el Noroeste con Coronel Pringles y Tornquinst.
- Sistema FF.CC.: un ramal atraviesa el Partido en sentido longitudinal comunicando hacia el Oeste con la ciudad y el puerto de Bahía Blanca, y hacia el Este con Tres Arroyos. La empresa Ferrosur Roca brinda el servicio de transporte de carga, no existe servicio de pasajeros.

## Turismo y ecología
Casi la totalidad de la zona costera de este partido mantiene del modo más natural el ecosistema que era típico en las costas de la Pampa Húmeda con el Mar Argentino, por tal razón la zona ha sido propuesta para crear una reserva natural que recibiría el nombre de Reserva Natural Costero-Marina Arroyo Los Gauchos.

## Hidrografía
Dos ríos cruzan la jurisdicción: el río Quequén Salado, límite natural con el Partido de Tres Arroyos y el río Sauce Grande límite natural con el Partido de Monte Hermoso.
Principales arroyos: Indio Rico ,afluente del Quequén Salado, Las Mostazas, cerca del cual se instalaron las primeras autoridades del partido, el arroyo Los Gauchos, que en su curso incluye las lagunas del mismo nombre y a La Salada, El Perdido, desaparece por tramos, desembocando en la laguna La Blanca.

## Flora
Entre las especies naturales, símbolo de la flora del partido esta la cina cina (Parkinsonia aculeata) de copa ancha ramas verdes  flores con pétalos amarillos. Otras especies notorias de la flora lugareña: gramilla, trébol, hinojos, paja vizcachera, malvas, retamas, totoras, juncos, lengua de gato y cortaderas. Especies introducidas:  cardo Castilla (introducido accidentalmente  por los españoles hacia el siglo XVII al ir sus semillas pegadas en el cuero o depositadas en las defecaciones de los ganados vacunos, equinos, ovinos traídos desde Europa), eucalipto, tamarisco, álamo, aromo entre otras.

## Fauna
Variada, acorde a las características de la zona. El pájaro chingolo  símbolo de la fauna del distrito de vistoso plumaje, semicopete y mejillas grises, flanqueadas de negro, dorso pardo manchado de negro, vientre blancuzco y ocre con un leve semicollar en el pecho negro y canela, cabeza gris, patas marrones y ojos pardos; el canto que emite durante el día y aún en la noche está compuesto por 4 notas. Las tres primeras son cortas y claras y la última más alargada, a modo de gorjeo. Otras especies de fauna comunes en la zona: zorros, zorrinos, vizcachas, comadrejas, peludos, mulitas y nutrias (coipos). Aves: perdices (Tinamidae), calandria, chingolo, flamenco, cisne, patos, gallareta, colibrí, chimango, hornero, gaviota y loro barranquero.